# Palacio Legislativo del Estado Zulia
El Palacio Legislativo del Estado Zulia: es la sede y edificio principal del Poder Legislativo Estadal representado por el Consejo Legislativo del Estado Zulia, ubicado en la ciudad de Maracaibo específicamente frente a la Plaza Bolívar al lado del Palacio de los Cóndores, Sede del Ejecutivo del Estado en el Municipio Maracaibo. Como es asiento de unos de los Poderes Públicos del Zulia, es un edificio de gran valor arquitectónico, institucional y político. 

## Historia
Se construyó a finales del siglo XVIII, el edificio era una casa colonial propiedad Rafael Sulbarán. Al terminar la Guerra de Independencia fueron confiscadas todas las propiedades españolas, luego fue remodelada y se convirtió en la Casa de Artes y Oficios e inaugurada el 24 de abril de 1888 con una fachada que combina los estilos dórico y renacentista. Comenzó a ser usado como sede del Poder Legislativo del Estado el 29 de septiembre de 1890. En 1929 se trasladó la Biblioteca y la Imprenta del Estado, pero actualmente estas instituciones tienen sus sedes propias. El edificio fue declarado Patrimonio Nacional en el año 1986 por el Instituto Nacional del Patrimonio Histórico.

## Salón de Sesiones
Es un ambiente espacioso de dos niveles: la parte norte la ocupa el podio, donde se ubica la Mesa Directiva. Más abajo están la Tribuna de Honor y la Mesa de Secretaría. A los lados del angosto solón se ubican los curules de los Diputados. En el área del sur está el palco para invitados de honor, prensa y público en general. Además en la parte norte, específicamente en la pared, se encuentra el Escudo del Estado Zulia, y detrás de la mesa de la junta directiva se encuestra además la Bandera Nacional del lado izquierdo y la Bandera del Estado Zulia a la derecha.
- Datos: Q6057712
- Multimedia: Palacio Legislativo del Zulia / Q6057712